# Anne O'Neal
Pour les articles homonymes, voir O'Neal.

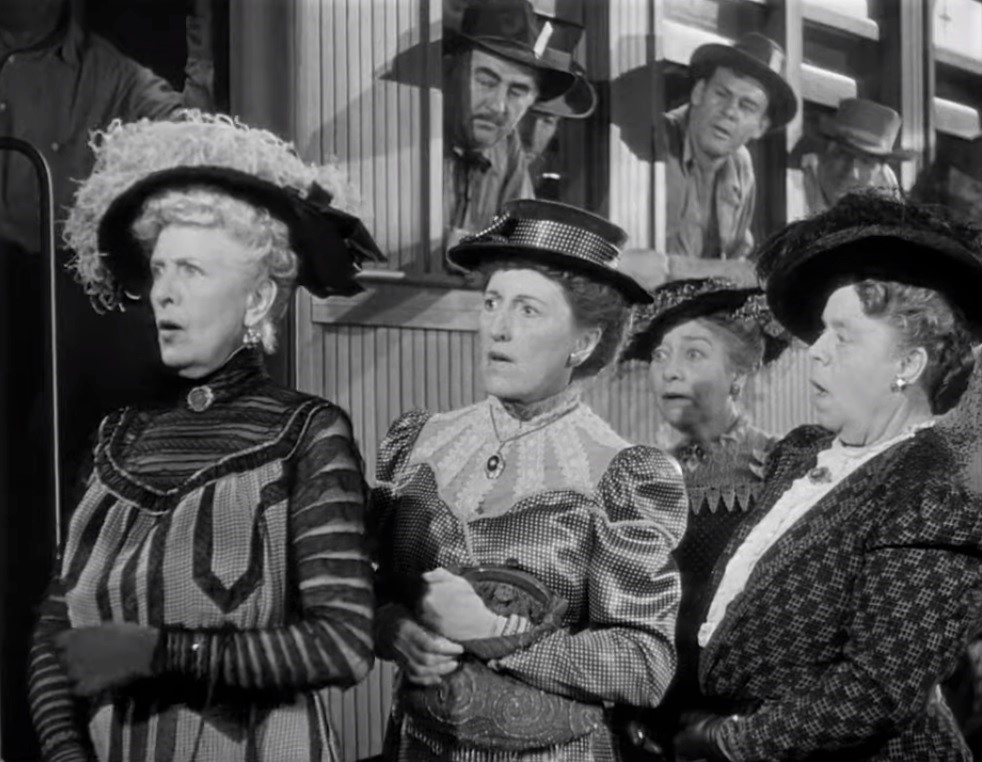
Anne O'Neal au centre, dans La Ruée sanglante (1943)

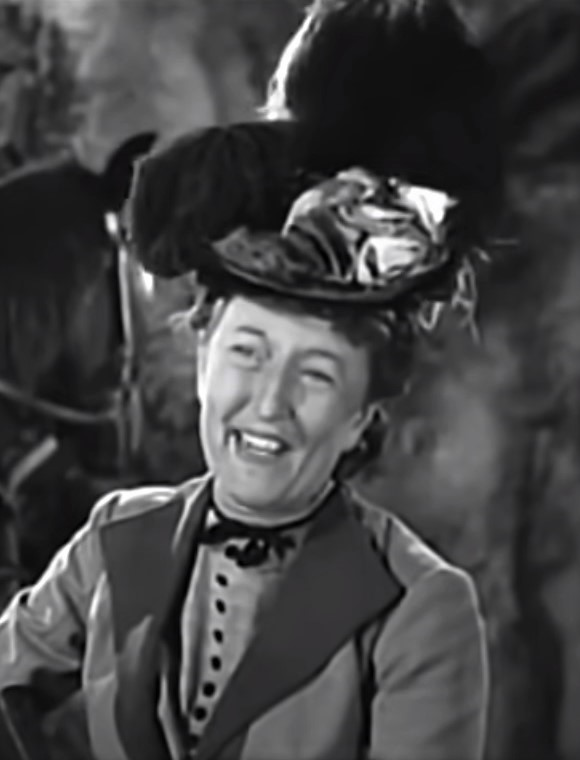
Dans la série The Lone Ranger, épisode La Sœur de Joe (1949)

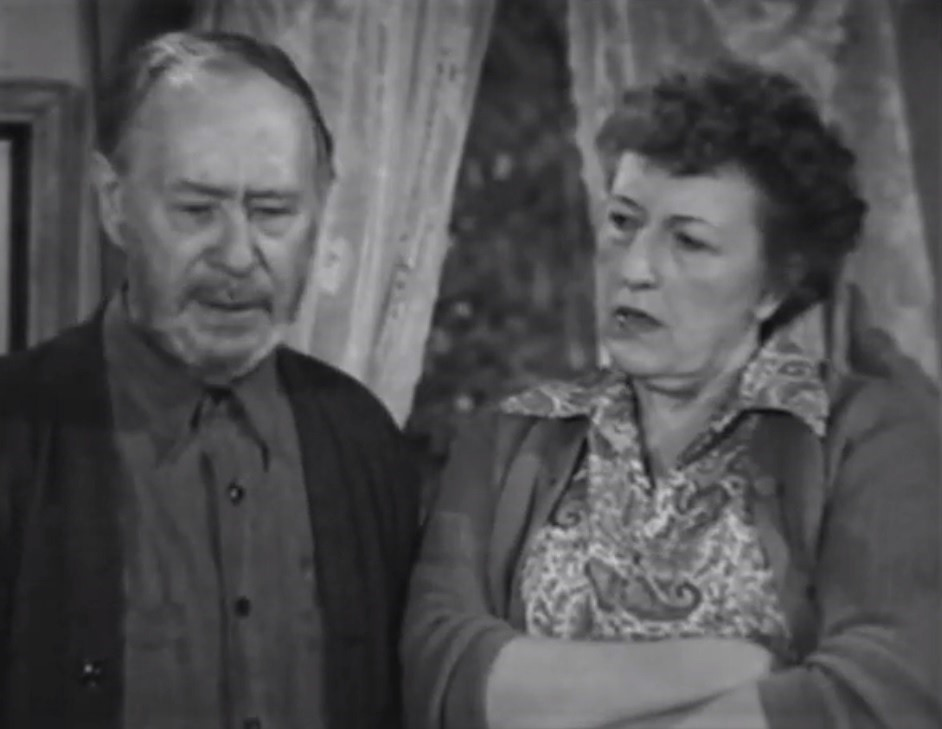
Avec Paul E. Burns, dans la série Medic, épisode Awake to Spring (1956)

Anne O'Neal (nom de scène de Patsy Ann Epperson), née le 23 décembre 1893 à Saint-Louis (Missouri) et morte le 24 novembre 1971 à Los Angeles (quartier de Woodland Hills, Californie), est une actrice américaine.

## Biographie
Au cinéma, Anne O'Neal contribue à cent-quarante-huit films américains (dont des westerns), depuis Society Girl (en) de Sidney Lanfield (1932, avec James Dunn et Peggy Shannon) jusqu'à La Chute d'un caïd de Budd Boetticher (1960, avec Ray Danton et Karen Steele).
Entretemps, mentionnons Of Human Hearts de Clarence Brown (1938, avec Walter Huston et James Stewart), Les Aventures d'Huckleberry Finn de Richard Thorpe (1939, avec Mickey Rooney et Walter Connolly), Sacramento de William C. McGann (1942, avec John Wayne et Binnie Barnes), Honni soit qui mal y pense d'Henry Koster (1947, avec Cary Grant et Loretta Young) et Annie, la reine du cirque de George Sidney (1950, avec Betty Hutton et Howard Keel).
À la télévision américaine, elle apparaît dans vingt-six séries (notamment de western), depuis The Lone Ranger (deux épisodes, 1949-1954) jusqu'à La Quatrième Dimension (ultime rôle à l'écran, un épisode, 1962). Citons également Lassie (deux épisodes, 1954-1956) et La Flèche brisée (un épisode, 1958).
Anne O'Neal meurt en 1971, à 77 ans. Elle est inhumée au Forest Lawn Memorial Park de Glendale (Californie).

## Filmographie partielle

### Cinéma
- 1934 : Strange Wives de Richard Thorpe : la secrétaire de Jimmy
- 1935 : Le Mouchard (The Informer) de John Ford : une chanteuse
- 1935 : Bad Boy de John G. Blystone : Mme Weiss
- 1936 : Postal Inspector d'Otto Brower : une passagère de l'avion
- 1937 : Monsieur Dood part pour Hollywood (Stand-In) de Tay Garnett : la mère d'Elvira
- 1938 : Of Human Hearts de Clarence Brown : Mme Hawks
- 1939 : Les Aventures d'Huckleberry Finn (The Adventures of Huckleberry Finn) de Richard Thorpe : Mlle Bartlett
- 1939 : La Fille du nord (Second Fiddle) de Sidney Lanfield : la mère de la petite fille
- 1941 : Les Oubliés (Blossoms in the Dust) de Mervyn LeRoy : Lena
- 1941 : Souvenirs (H.M. Pulham, Esq.) de King Vidor : la gouvernante de John Pulham
- 1942 : Sacramento (In Old California) de William C. McGann : Mme Tompkins
- 1942 : The Sombrero Kid de George Sherman : Mme Barnet
- 1942 : Croisière mouvementée (Ship Ahoy) d'Edward Buzzell : la femme du capitaine
- 1942 : La Splendeur des Amberson (The Magnificent Ambersons) d'Orson Welles : Mme Foster
- 1943 : Young Ideas de Jules Dassin : une secrétaire
- 1943 : Le ciel peut attendre (Heaven Can Wait) d'Ernst Lubitsch : l'infirmière de jour
- 1943 : Swing Fever de tim Whelan : Mlle Malcott
- 1943 : La Ruée sanglante (In Old Oklahoma) d'Albert S. Rogell : Mme Peabody
- 1944 : Le Président Wilson (Wilson) d'Henry King : la servante Jennie
- 1944 : L'Esprit pervers (Strangers in the Night) d'Anthony Mann : l'infirmière Thompson
- 1945 : Pillow to Post de Vincent Sherman : Mme Bromley
- 1945 : The Missing Corpse (en) d'Albert Herman : Mme Swanacker
- 1946 : Le Retour à l'amour (Lover Come Back) de William A. Seiter : Mme Tubbs
- 1946 : Sister Kenny de Dudley Nichols : une infirmière
- 1946 : Le Gars épatant (Swell Guy) de Frank Tuttle : la femme de Sam
- 1947 : Les Magiciens du swing (The Fabulous Dorseys) d'Alfred E. Green : Kate
- 1947 : Le Miracle de la 34e rue (Miracle on 34th Street) de George Seaton : la secrétaire de M. Sawyer
- 1947 : Wyoming Kid (Cheyenne) de Raoul Walsh : Mlle Kittredge
- 1947 : Honni soit qui mal y pense (The Bishop's Wife) d'Henry Koster : Mme Ward
- 1948 : La Folle Enquête (On Our Merry Way) de Leslie Fenton et King Vidor : Mme Thorndyke
- 1948 : Bandits de grands chemins (Black Bart) de George Sherman : Mme Harmon
- 1948 : Bonne à tout faire (Sitting Pretty) de Walter Lang : Mme Gibbs
- 1948 : Ce bon vieux Sam (Good Sam) de Leo McCarey : Mme Finnerty
- 1948 : La Fosse aux serpents (Snake Pit) d'Anatole Litvak : Mlle Primm
- 1949 : Avant de t'aimer (Not Wanted) d'Elmer Clifton et Ida Lupino : Mme Nigh
- 1949 : Le Démon de l'or (Lust for Gold) de S. Sylvan Simon : Mme Butler
- 1949 : Fiancée à vendre (Bride for Sale) de William D. Russell : Mlle Jennings
- 1950 : Le Démon des armes (Gun Crazy) de Joseph H. Lewis : Augustine Sifert
- 1950 : Annie, la reine du cirque (Annie Get Your Gun) de George Sidney : Mlle Willoughby
- 1950 : Armored Car Robbery de Richard Fleischer : Mme Page
- 1950 : Mon cow-boy adoré (Never a Dull Moment) de George Marshall : Julia Craddock
- 1950 : Harvey d'Henry Koster : l'infirmière assistant le docteur Schwartz
- 1960 : La Chute d'un caïd (The Rise and Fall of Legs Diamond) de Budd Boetticher : la directrice de l'école de danse

### Télévision
(séries)
- 1949-1954 : The Lone Ranger
  - Saison 1, épisode 15 La Sœur de Joe (Old Joe's Sister, 1949) : Abby
  - Saison 4, épisode 10 Rendez-vous à Whipsaw (Rendezvous at Whipsaw, 1954) d'Oscar Rudolph : Maud McKenzie
- 1954 : Schlitz Playhouse of Stars, saison 3, épisode 27 The Great Lady de Roy Kellino : Agatha Boone
- 1954-1956 : Lassie
  - Saison 1, épisode 11 The Job (1954) de Sidney Salkow : la voisine de Crabby
  - Saison 2, épisode 25 The Journey (1956) : la réceptionniste
- 1956 : Medic (en), saison 2, épisode 21 Awake to Spring de John Brahm : Edna Allan
- 1957 : Gunsmoke ou Police des plaines (Gunsmoke ou Marshal Dillon), saison 2, épisode 26 Last Fling d'Andrew V. McLaglen : Sabina Peavy
- 1958 : La Flèche brisée (Broken Arrow), saison 2, épisode 19 Shadow of Cochise de Ralph Murphy : Ma Clayman
- 1962 : La Quatrième Dimension (The Twilight Zone), saison 3, épisode 21 Jeux d'enfants (Kick the Can) de Lamont Johnson : Mme Wister